# Mia Tomé
Mia Tomé, nome artístico de Ana Maria Tomé de Matos, é uma actriz portuguesa, (Coimbra, 9 de maio de 1994).

## Biografia
É diplomada pela Escola Superior de Teatro e Cinema (2015). Estudou no Lee Strasberg Theatre and Film Institute em Nova Iorque, como bolseira da Fundação Calouste Gulbenkian (2017). Começou a sua formação em 2007 na Companhia Paulo Ribeiro / Lugar Presente em Viseu, com Rafaela Santos e Leonor Keil. Iniciou o curso profissional de Artes do Espetáculo - interpretação no Colégio de São Teotónio em Coimbra que concluiu em 2012. Trabalhou com encenadores como Jorge Silva Melo, António Simão, Leonor Barata, Ricardo Neves Neves, João Pedro Mamede, no cinema com Julius Berg, Dennis Berry, Carlos Melim, Luís Galvão Teles. Venceu o prémio de melhor actriz no Shortcutz Viseu 2016 juntamente com Joana de Verona.
É autora e apresentadora do programa "Querem Drama?", no Canal Q, mas também do "Por uma Canção" na  Antena 3.  

## Filmografia

### Televisão
| Ano  | Título         | Papel               | Canal |
| ---- | -------------- | ------------------- | ----- |
| 2015 | A Única Mulher | Assistente de bordo | TVI   |
| 2016 | Os Boys        | Jornalista          | RTP1  |
| 2016 | Mata Hari      | Rebbecca            | SIC   |

### Cinema
| Ano    | Título                             | Papel               |
| ------ | ---------------------------------- | ------------------- |
| 2012   | Super Vodka                        | Menina Fantasia     |
| 2013   | Um Cadáver Chamado Alfredo         | Florista            |
| 2013   | Noite de Aniversário               | Rapariga prédio     |
| 2013   | O Homem que Remava o Barco         | Moça                |
| 2014   | Maria                              | Parteira Jovem      |
| 2015   | Montanha                           |                     |
| 2015   | Absence                            | Isabel              |
| 2016   | Axilas                             | Voz de Maria Pia    |
| 2016/I | Gelo                               | Técnica Future Life |
| 2017   | Al Berto                           | Cândida             |
| 2018   | Ramiro                             | Jovem Estudante     |
| 2018   | How Fernando Pessoa Saved Portugal | Modelo              |

## Teatro
- Integrou o elenco de Doce pássaro da juventude e Os acontecimentos com os Artistas Unidos. Integra a companhia de Teatro "Os Possessos" desde 2014.